# Cosmotriche
Cosmotriche is een geslacht van vlinders van de familie spinners (Lasiocampidae).

## Soorten
- C. discitincta Wileman, 1914
- C. inexperta (Leech, 1899)
- C. lobulina (Denis & Schiffermüller, 1775)
- C. lunigera (Esper, 1784)
- C. maculosa De Lajonquière, 1974
- C. monotana (Daniel, 1953)
- C. saxosimilis De Lajonquière, 1974